# Senyoria de Sonnois
Sonnois fou una senyoria feudal del Regne de França a la Baixa Normandia, sorgida al segle x. El primer senyor fou Ives de Bellême, germà de Sigenfroi, bisbe de Mans. El seu fill Guillem va rebre el castell d'Alençon del duc de Normandia i va ser el primer comte d'Alençon, i va morir de pena per la mort del seu fill Folc en una batalla. Sonnois, Alençon i Bellême van passar a l'altre fill Robert I (un altre fill, Varí, va ser nomenat comte de Perche). Robert I va morir assassinat i el va succeir el seu germà Guillem II Talvas que va recuperar els castells perduts enfront del comte de Maine però va ser enderrocat per una revolta popular i va haver de fugir; el seu fill Arnauld el va succeir però va ser assassinat poques setmanes després, suposadament per un parent. El va succeir el seu nebot Ives, bisbe de Sées i a la seva mort la seva neboda Mabila, filla de Guillem, casada amb Roger de Montgomery, va heretar els senyorius i va ser assassinada per un noble que havia estat espoliat.
Robert II, fill de Mabilla i Roger, va combatre contra el duc de Normandia i el comte de Maine. Va ser condemnat i espoliat dels seus estats. El seu fill Guillem III Talvas va recobrar els béns per un tractat amb el rei d'Anglaterra, sobirà feudal del Sonnois.
El 1134 se li van expropiar els seus dominis a Normandia, però a finals de l'any següent o el 1136 el rei Godofred li va tornar el comtat d'Alençon; va morir el 29 de juny de 1171 i el va succeir el seu fill Joan I que va morir el 24 de febrer del 1191 i després el fill d'aquest Joan II que va morir el 6 de maig de 1191 i llavors va entrar el seu germà Robert III que el 1203 va ajudar el rei de França a venjar la mort del duc Artur de Bretanya.
El seu fill i hereu Joan (III) va morir el 1212 i la successió va recaure, al morir el pare el 1217, en el fill pòstum del seu segon matrimoni, Robert IV, que va morir tenint només dos anys.
Alençon va tornar a la corona, però el Sonnois va passar per dret d'herència a Helle o Alix, filla de Joan I (casada amb Hug II vescomte de Chatelleraut) que va morir cap al 1220, i la va succeir el seu fill, Aimeric, que des 1219 era vescomte de Chatellerault el qual va morir el 1224 deixant només una filla, Clemència, que el va succeir fins a morir cap al 1239 estava casada des 1223 amb Geoffroy de la dent gran, de la família dels Lusignan, senyor de Vouvaint i de Mairevant; el fill de Clemència, Joan II, va governar a Chatellerault i Sonnois des cap al 1239 fins a una data no coneguda, possiblement fins als anys cinquanta; i va morir sense descendència, i la successió va recaure en sa germana Joana, probablement nascuda poc abans de la mort del seu pare (cap al 1238), que es va casar el 1259 amb Geoffroy de Lusignan senyor de Jarnac, de Châtel-Acher i de Saint-Hermine, que va morir el 1274, i en segones noces el 1285 amb Joan II senyor d'Harcourt i vescomte de Saint Sauveur (III de Sonnois) que va morir el 1302.
Joana va morir el 1308 data en la qual es va fer efectiva la successió del seu fill Joan IV (III d'Harcourt) que va deixar encarregat el govern al seu fill Geoffrey, però aquest es va enfrontar amb l'abat de Perseigne i el comte de Maine va haver de parar-li els peus. Joan IV va morir el 9 de novembre de 1326 i va heretar els dominis el fill Joan V (IV d'Harcourt) que va adquirir moltes possessions per la seva dona Isabel de Parthenay (Vibraye, Montfort, Bonnétable, Semblancay, Nogent le Rotrou i Aspremont) que ajunta a les seves senyories (entre altres Elbeuf, Brionne, La Saussaye, l'Islebonne i Chauvigny) i va morir en la batalla de Crécy el 25 d'agost de 1346, i el va succeir el seu fill Joan VI (V d'Harcourt) que es va vincular amb Carles el dolent, rei de Navarra; el rei de França va sorprendre a Carles el dolent, al delfí Carles (futur Carles V de França), a Joan V, i a altres senyors en una reunió a Rouen el 5 d'abril de 1355 i els va engarjolar a tots i els senyors van ser executats i els béns confiscats (Chatellerault, Sonnois i d'altres). La vídua de Joan V, Joana de Ponthieu, va aconseguir que el rei anul·lés l'espoliació als seus fills.
El major d'aquests, Joan VI (V d'Harcourt) va succeir al seu pare i va prendre les armes contra el rei aliat al rei de Navarra, i els seus estats foren devastats pels lleials al rei francès i confiscats. Carles, delfí de França, essent regent del regne, el 28 de març de 1358, va donar el vescomtat de Chatelleraut, Sonnois i d'altres a Lluís d'Harcourt, germà de Joan V, però ho va anul·lar l'agost de 1360 i van tornar a Joan VI. Totes aquestes guerres van empobrir a Joan VI que no va poder pagar una renda que s'havia establert molts anys abans (abans del 1326) per Joan IV de Sonnois en ocasió de l'enllaç de la seva filla Isabel d'Harcourt amb Joan de Brienne vescomte de Beaumont. Per poder fer front a aquest pagament va cedir els seus drets al Sonnois el desembre del 1376 i el senyoriu fou unit al comtat d'Alençon.
Al comte d'Alençon Pere el va succeir el seu fill Joan (duc d'Alençon des del 1414) que va morir el 1415 a Azincourt i a aquest el seu fill, també anomenat Joan casat amb Maria d'Armagnac, de la que va tenir dos fills: Ramon, el següent duc d'Alençon, i Caterina, que el rei Lluís XI va casar el 8 de gener de 1461 amb Francesc de Laval, senyor de Gaure i comte de Montfort, fixant-li una dot de 3000 lliures, que per pagar van obligar al pare a cedir la senyoria de Guerche a la Bretanya, la terra de Perai, la baronia de Sonnois i els feus d'Averton i d'Antenaise. Així Francesc de Laval va esdevenir senyor d'aquest territoris junt amb la seva dona. Francesc va morir el 15 de març de 1500 i la seva muller el 17 de juliol de 1505 i a la seva mort el ducat va passar per herència al seu nebot Carles duc d'Alençon retornant així a aquest ducat. Carles va morir l'11 d'abril de 1525 i el ducat d'Alençon i el comtat de Perche retornaren a la corona, mentre que els béns propis, com el Sonnois, passaven en herència a la seva germana Francesca (alguns altres a la seva germana Anna). La viuda de Carles, Margarita de Valois, es va casar el 1529 amb Enric d'Albret, rei de Navarra.
Francesca va heretar el Sonnois. Casada amb Carles IV de Borbó, duc de Vendôme, va posseir el vescomtat de Beaumont i les baronies de La Flèche, Sonnois, Fresnay, Sainte-Susanne, Châteauneuf i Champrond; els feus de Senonches i Brezolles i les baronies de Guerche, Pouancé, Château-Gontier i d'altres van passar sa germana, casada amb el marques de Montferrat. El setembre del 1543, la duquessa va aconseguir que les senyories de Beaumont, Sonnois, i d'altres s'erigissin en ducat-pairia amb el nom de ducat de Beaumont. Va morir à La Flèche el 14 de setembre de 1550. El seu fill Antoni de Borbó duc de Vendôme es va casar amb Joana d'Albret filla d'Enric d'Albret (rei Enric II de Navarra) i de Margarita de Valois; fou rei de Navarra i va morir el 17 d'agost de 1562. El seu fill Enric de Borbó, que era duc de Beaumont i Vendôme va heretar la corona de França l'1 d'agost de 1589 i va reunir el ducat (amb el Sonnois) a la corona.

## Senyors de Sonnois
- Ives de Creil c. 980-997 (senyor de Belleme)
- Guillem I 997-1028 (comte d'Alençon)
- Robert I 1028-1034 (comte d'Alençon)
- Guillem II Talvas 1034-1048 (comte d'Alençon)
- Arnauld 1048 (comte d'Alençon)
- Ives II 1048-1070 (comte d'Alençon)
- Mabilla 1070-1082 (comte d'Alençon)
- Roger de Montgomery 1070-1082 (comte d'Alençon)
- Robert II 1082-1102 (comte d'Alençon)
- Guillem III 1102-1171 (comte d'Alençon)
- Joan I 1171-1191 (comte d'Alençon)
- Joan II 1191 (comte d'Alençon)
- Robert III 1191-1217 (comte d'Alençon)
- Robert IV 1217-1219 (comte d'Alençon)
- Alix d'Alençon 1219 (comte d'Alençon)
- Aimeric III vescomte de Chatellerault 1219-1224
- Clemencia 1224-1239 (vescomtessa de Chatellerault)
- Jofré de la Dent Gran, senyor de Vouvaint i de Mairevant 1224-1239
- Joan II 1239-c. 1250 (vescomte de Chatellerault)
- Joana c. 1250-1308 (vescomtessa de Chatellerault)
- Jofré de Lusignan (primer marit) 1259-1274
- Joan II d'Harcourt 1285-1302 vescomte de Chatellerault
- Joan III d'Harcourt (1302-1326) (vescomte de Chatellerault
- Joan IV d'Harcourt (1326-1346), vescomte de Chatellerault
- Joan V d'Harcourt (1346-1355), vescomte de Chatellerault
- Joan VI d'Harcourt (1355-1376), vescomte de Chatellerault
- Venuda a Alençon 1376; als comtes i ducs d'Alençon 1376-1476
- Pere I (II d'Alençon) 1376-1404
- Joan VIII (III d'Alençon) 1404-1415
- Joan IX (IV d'Alençon) 1415-1461
- Caterina d'Alençon 1461-1505
- Francesc I de Laval (comte de Laval i senyor de Gaure) 1461-1500
- Carles I (IV d'Alençon) 1505-1525
- Francisca d'Alençon 1525-1550 (des 1543 la senyoria s'integra al ducat pairia de Beaumont)
- Carles II, duc de Borbó i de Vendôme 1525-1537
- Antoni de Borbó rei de Navarra 1550-1562
- Enric de Borbó 1562-1589 (rei Enric IV de França)
- a la corona francesa 1589.